# 横浜文芸懇話会
横浜文芸懇話会（よこはまぶんげいこんわかい）は、横浜市内の6つの文芸団体をもって組織し、相互の交流と交歓を図り、横浜の文芸発展のために、広く文学・歴史・文化芸術に関わる活動を行っている団体である。

## 概要
- 設立：1955年（昭和30年）5月

北林透馬（小説家）、牧野勲（画廊喫茶経営、元新聞記者）らによって設立される。
- 構成団体：横浜歌人会、横浜俳話会、神奈川県川柳協会、横浜詩人会、横浜史料研究会、横浜ペンクラブ。
- 主な役員

会長：生出恵哉
副会長：大河原英與、小泉正巳、中上哲夫、山本一歩、吉野裕之
事務局長：生出恵哉

## 主な活動
- 横浜文学賞の選定[3]

文芸各分野で創作・研究・普及などの活動を行い、成果と功労が大きい個人・団体を顕彰する賞。
- 横浜文学賞受賞者講演会の開催

横浜文学賞受賞者を講師に迎えて実施する講演会。
- ワーグマン祭（ポンチ・ハナ祭り）の開催[4]

チャールズ・ワーグマンの命日2月8日に合わせて、横浜外国人墓地（横浜市中区山手町）にて開催。
- 弁玉祭の開催[4][5]

大熊弁玉の命日4月25日に合わせて、三宝寺（横浜市神奈川区台町）にて開催。
- 会報の発行

行事の報告、エッセイ、評論などを掲載。